# 西海国立公園
西海国立公園（さいかいこくりつこうえん）は、日本の長崎県西部（北松浦半島、平戸島、生月島、五島列島、平戸瀬戸など）に位置する国立公園である。1955年（昭和30年）3月16日に日本で18番目に指定を受けた。キャッチフレーズは「島と海、自然と文化のクルスロード」。
リアス式海岸と200余りの小島からなる内湾樹枝状多島海景観に特徴付けられる九十九島をはじめ、交易と隠れキリシタンの平戸島や単成火山群の五島列島など、大小400に及ぶ島々が繰り広げる多島海景観を特徴とする。

## 指定区域
指定されている区域は大きく下記の3つに分けられる。
- 九十九島地域
- 平戸・生月地域
- 五島列島地域

指定面積
1972年10月16日区域変更の時点
陸域 計24,646 ha
うち特別保護地区 80 ha、第1種特別地域 1,870 ha、第2種特別地域 13,255 ha、第3種特別地域 8,446 ha、普通地域 995 ha
海域（普通地域を含む概算） およそ54,000 ha
うち海域公園地区　30.4 ha - 2地区計5か所

## 指定までの流れ
九十九島地域では、1949年（昭和24年）当時佐世保市長だった中田正輔により、国立公園指定へ向けた動きが始まった。
戦後経済混乱期において、戦前に大日本帝国憲法に基づく欽定法の國立公園法勅令で指定された雲仙国立公園が観光収益で地域経済に大きく寄与していたことに着目したものである。
国立公園誘致運動は、日本国憲法となり国立公園指定が勅令によるトップダウンから誘致運動などのボトムアップが可能となったことから、多くの地方で観光振興による地域経済復興を目指すための手段として昭和20年代に盛んに行われたもので、戦前の勅令指定国立公園と昭和62年の釧路湿原国立公園を除く昭和に指定された国立公園の殆どがこの運動に起源を持つ。また、各地の運動は市町村主体の地方自治体発案によるものだったため、自然公園として相応しい面積要件の確保が困難なものが多数あったことから、内務省に代わり戦後の国立公園行政を所管することとなった厚生省はその救済措置として世界で類を見ない国定公園制度を導入するに至った。
当時の長崎県内では九十九島(平戸)、五島、対馬（壱岐）の3か所でそれぞれ国立公園指定運動があり、厚生省は国定公園の打診をしたが九十九島と五島は国立公園の名称を獲得するために連合し、国立公園名も律令時代の五畿七道で九州を指す西海道を引用し「西海国立公園」とし誘致運動を行った。
戦前までは特に九十九島地域において軍港に近いために写真撮影が禁止されるなどの種々の制限があったことから、観光地としてはあまり知られていない地域であったために実現を疑問視する声は大きかったが、中田市長の熱意の下、県や周囲の町村を動かし、一市五十三町村からなる「西海国立公園指定期成会」を1950年（昭和25年）に設立した。1951年（昭和26年）には西海国立公園の実現を公約に掲げた西岡竹次郎知事が誕生。市は東京大学、京都大学、長崎大学にそれぞれ周辺の地理や歴史、風俗などの調査を依頼し、また厚生省に幾度も陳情し同省の官僚や国立公園審議会の委員を招き、県は国立公園指定の請願書を衆議院及び参議院へ提出した。また、当時毎日新聞社が行った日本観光地百選に九十九島は海岸の部で3位に入賞するという動きもあった。
そうした努力と真価が認められ、1954年（昭和29年）8月の国立公園審議会では満場一致で国立公園に決定、翌1955年3月に政府が公式発表を行い、ここに西海国立公園が誕生した。

## 火山
- 小値賀島
- 宇久島

## 主な観光スポット

### 九十九島地域
- 九十九島
  - 西海パールシーリゾート
- 烏帽子岳
- 弓張岳

### 平戸・生月地域
- 川内峠
- 黒子島（平戸瀬戸、アコウ等の原生林）

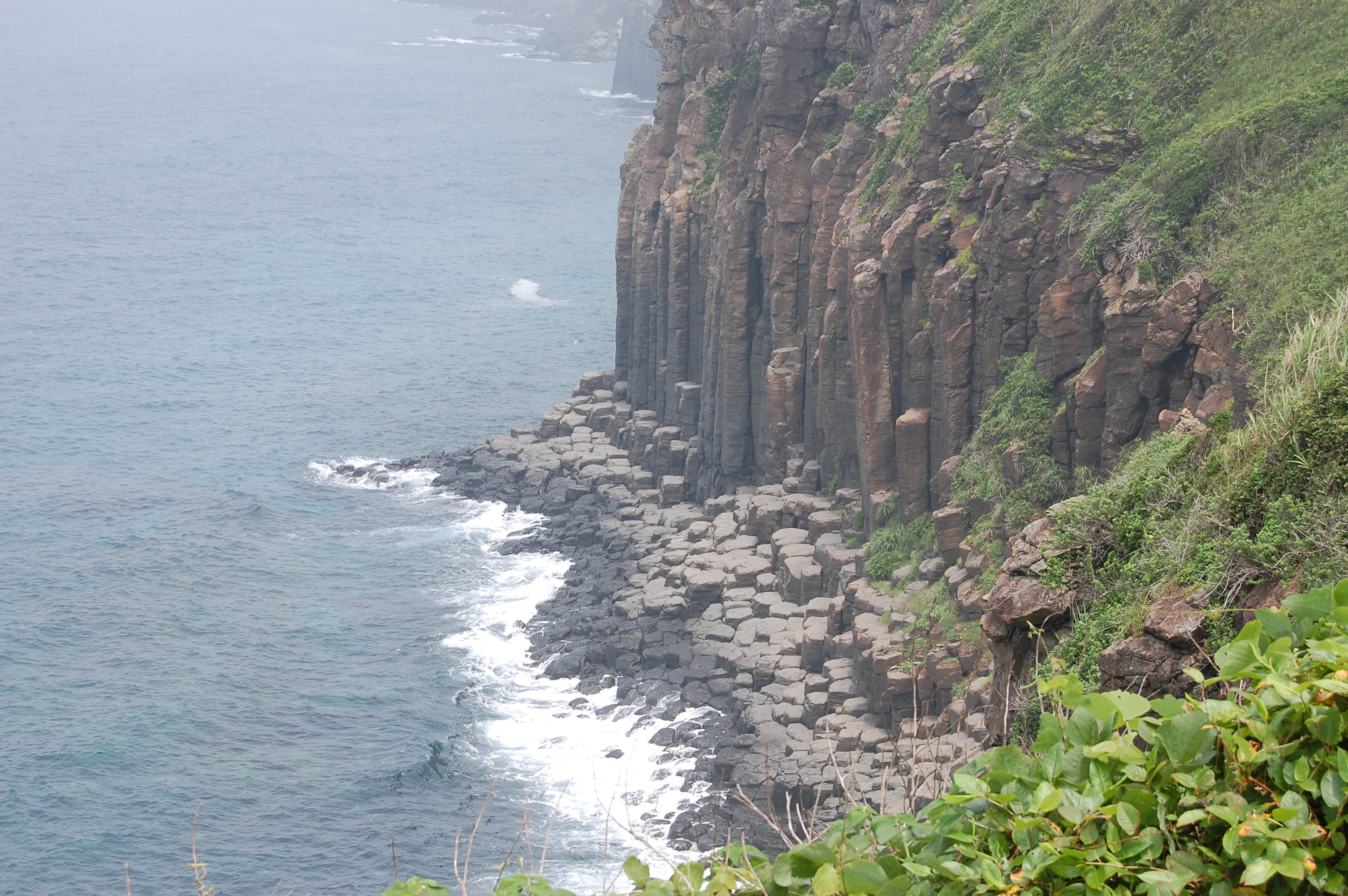
塩俵断崖

- 阿値賀島（国の天然記念物および天然保護区域）
- 塩俵断崖（生月島西岸、柱状節理）

### 五島列島地域
- ポットホール（小値賀町斑島）
- 福江海中公園
- 大瀬埼灯台

## 関連する曲
- 西海讃歌（作詞藤浦洸、作曲團伊玖磨）
- 九十九詩人（作詞阿久悠、作曲羽田健太郎）
- 西海ブルース（内山田洋とクール・ファイブ、作詞永田貴子、作曲尾形よしやす）

## 関係市町村
- 佐世保市
- 平戸市
- 五島市
- 西海市
- 北松浦郡小値賀町
- 南松浦郡新上五島町